# César A. Elguera
César Augusto Elguera Delgado (Lima, 28 mars 1874 - 27 février 1936) est un diplomate et homme politique péruvien.

## Biographie
César A. Elguera est ministre des Affaires étrangères en 1924, puis de 1925 à 1926.